# ネオプラン・セントロライナー

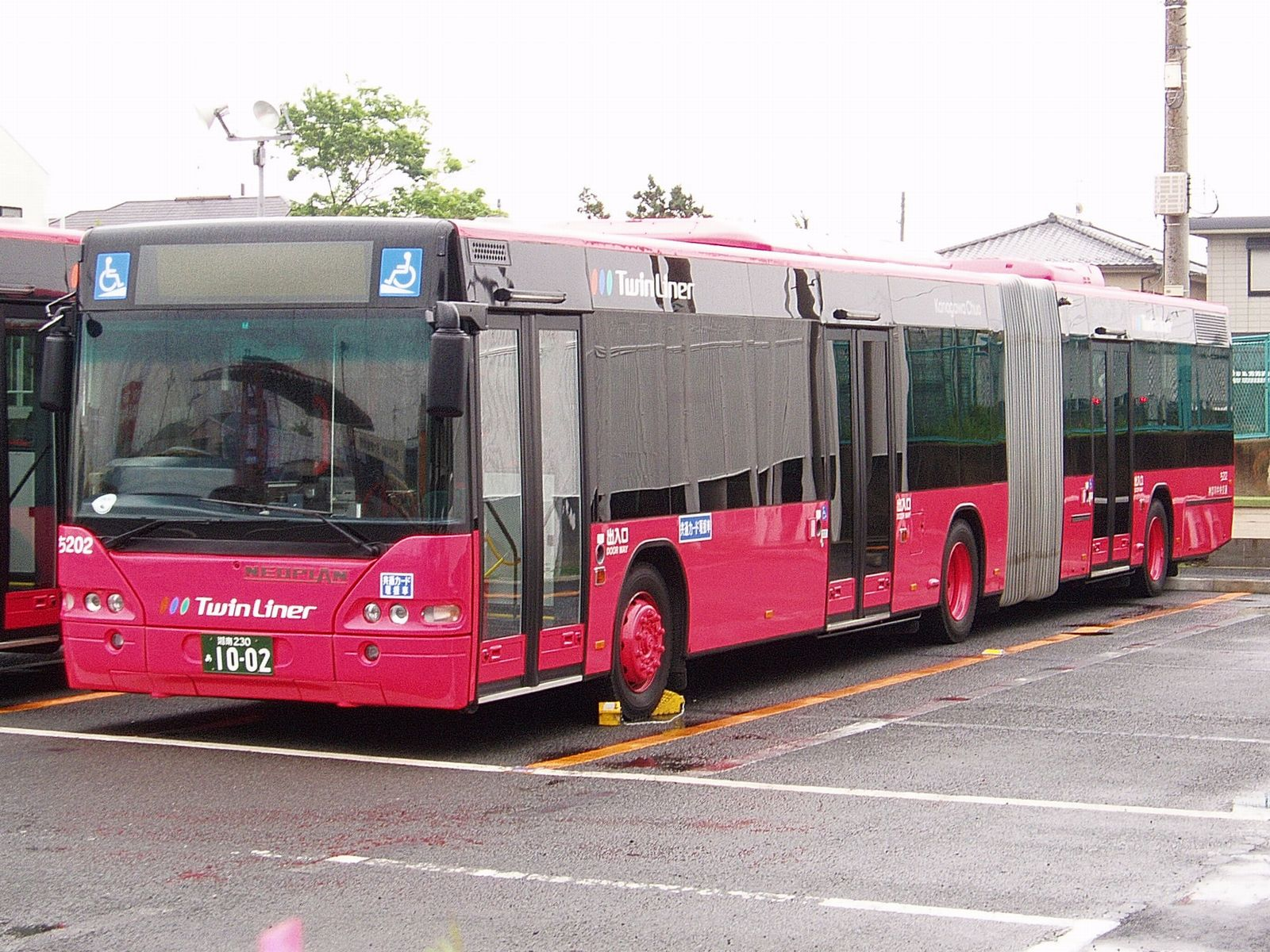
セントロライナーの連節バス版 （神奈川中央交通ツインライナー）

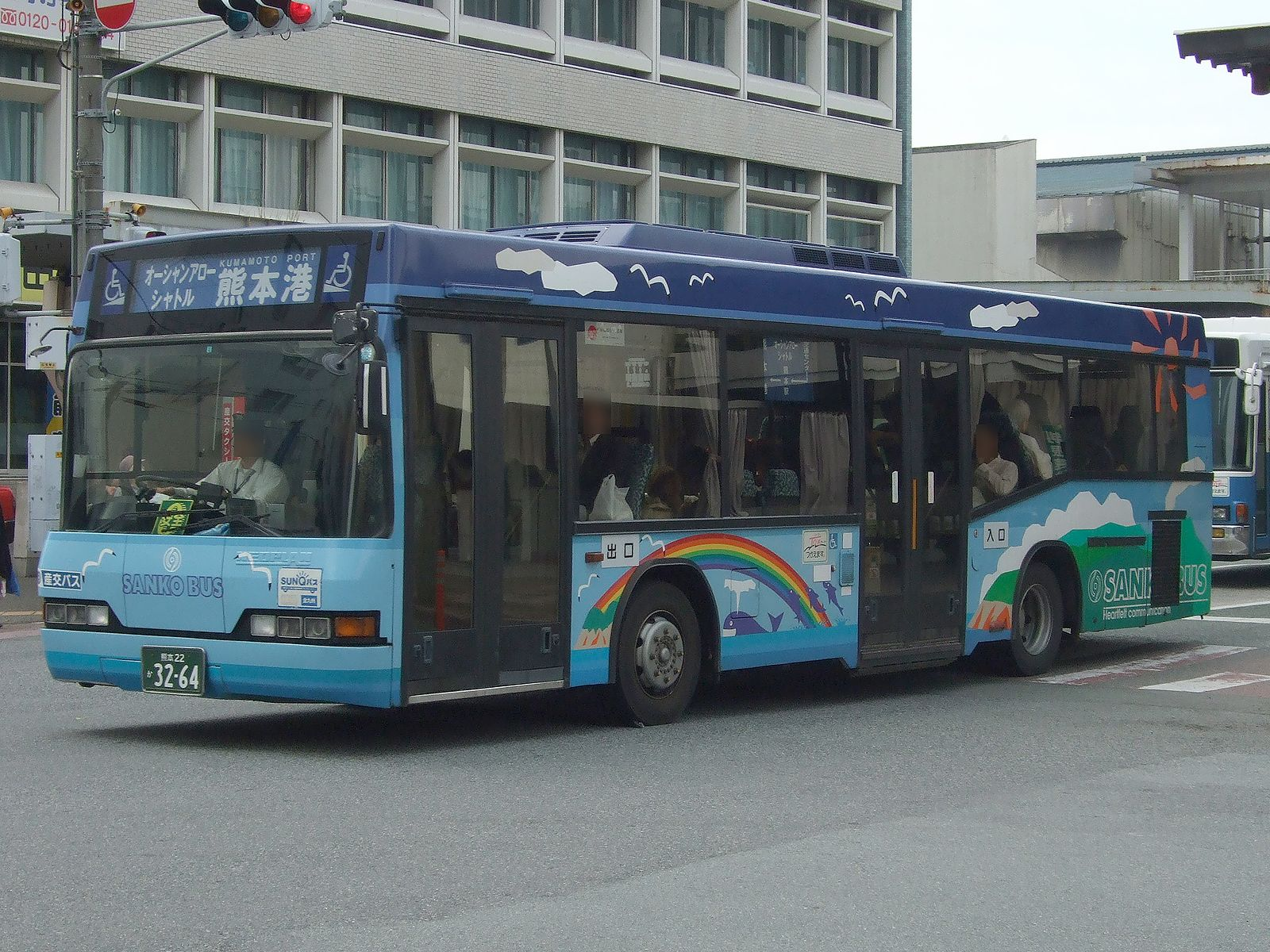
ネオプラン・セントロライナー（九州産交バス）

セントロライナー(Centroliner)は、ドイツのゴットロープ・アウヴェルター（Gottlob Auwärter）社製、ネオプランブランドの低床バスである。販売開始は1997年。主にヨーロッパで導入されている。車種はシングルデッカーの大型バス、連節バス、そしてダブルデッカーで、主に市内バス向けの車両がセントロライナーと命名されている。MAN AG社の傘下になって以降、MAN AG製のエンジンを搭載したシングルデッカーの大型バス、連節バスを特にセントロライナー・エボリューション(Centroliner Evolution)と呼ぶ。

## 日本での導入
日本では中央交通が養護学校のスクールバスで導入していたほか、2014年2月までは九州産交バスでノンステップバスが路線バスとして導入されていた（山鹿、熊本にそれぞれ一台ずつ配置）。また、神奈川中央交通が導入しているノンステップ連節バスもこのセントロライナーのシリーズ車で、神奈中では『ツインライナー』と命名している。

## 香港向けダブルデッカー
香港では2階建て大型バスの需要が高く、セントロライナーも2階建車両版が多く走っている。